# Packera malmstenii
Packera malmstenii là một loài thực vật có hoa trong họ Cúc. Loài này được (S.F.Blake ex Tidestr.) Kartesz mô tả khoa học đầu tiên năm 1999.